# Uffe Haagerup
Uffe Valentin Haagerup (Kolding, 19 de dezembro de 1949 – Faaborg, 5 de julho de 2015) foi um matemático dinamarquês.
Foi palestrante convidado (Invited speaker) no Congresso Internacional de Matemáticos de 1986 em Berkeley, Califórnia.

## Publicaçõe selecionadas
- An example of a nonnuclear C∗-algebra, which has the metric approximation property. Invent. Math. 50 (1978/79), no. 3, 279–293.
- com Hans Munkholm: Simplices of maximal volume in hyperbolic n-space. Acta Math. 147 (1981), no. 1-2, 1–11.
- Solution of the similarity problem for cyclic representations of C∗-algebras. Ann. of Math. (2) 118 (1983), no. 2, 215–240.
- All nuclear C∗-algebras are amenable. Invent. Math. 74 (1983), no. 2, 305–319.
- Connes' bicentralizer problem and uniqueness of the injective factor of type III1. Acta Math. 158 (1987), no. 1-2, 95–148.
- com Michael Cowling: Completely bounded multipliers of the Fourier algebra of a simple Lie group of real rank one. Invent. Math. 96 (1989), no. 3, 507–549.
- Random matrices, free probability and the invariant subspace problem relative to a von Neumann algebra. Proceedings of the International Congress of Mathematicians, Vol. I (Beijing, 2002), 273–290, Higher Ed. Press, Beijing, 2002.
- com Steen Thorbjørnsen: A new application of random matrices: Ext(C∗red(F2)) is not a group. Ann. of Math. (2) 162 (2005), no. 2, 711–775.
- com Hanne Schultz: Invariant subspaces for operators in a general II1-factor. Publ. Math. Inst. Hautes Études Sci. No. 109 (2009), 19–111.